# أكسدة جونز
أكسدة جونز هي تفاعل عضوي لأكسدة الكحولات الأولية والثانوية إلى أحماض كربوكسيلية وكيتونات، سميت على اسم مكتشفها السير إيوارت جونز [الإنجليزية]. تراجع استخدامها بسبب تطوير كواشف أكثر اعتدالًا وانتقائية، على سبيل المثال، كاشف كولنز.
كاشف جونز هو محلول يحضر عن طريق إذابة ثلاثي أكسيد الكروم في حمض الكبريتيك المائي. ولإحداث أكسدة جونز، يتم بعد ذلك إضافة هذا الخليط الحمضي إلى محلول الأسيتون. ويمكن استخدام ثاني كرومات البوتاسيوم بدلاً من ثلاثي أكسيد الكروم. والجدير بالذكر ان مركبات Cr(VI) مسرطنة، مما يمنع استخدام هذه المنهجية.